# Drasenbeck
Drasenbeck ist ein Ortsteil von Meschede im nordrhein-westfälischen Hochsauerlandkreis in Deutschland.

## Lage
Der Ort an der Landesstraße 740 liegt rund zwei Kilometer südöstlich von Remblinghausen und besteht heute aus drei räumlich getrennten Gebäudegruppen: Dem Gutshof Schulte, dem Hof Wiethoff und dem Sägewerk Theodor Schulte. Zum Schultenhof gehört ausgedehnter Waldbesitz östlich der L 740.

## Geschichte
Urkundlich belegt ist, dass der Haupthof in Drasenbeck im Jahr 1314 dem Stift Meschede jährlich eine halbe Fuhre Wein lieferte.
Zum Schultenhof, einem der Oberhöfe des Stiftes Meschede, gehörten mehrere kleinerer Güter. Von den drei übrigen Drasenbecker Höfen war einer ein Unterhof des Schultenhofes, während die beiden anderen zum Verband der Köttinghauser Unterhöfe gehörten. Diese beiden anderen Höfe wurden später mit dem Schultenhof vereinigt. Laut einem Schatzregister gab es 1664 in Drasenbeck einen durch Wasserkraft betriebenen Eisenhammer. Dieser Hammer verschwand nach 1870. Die Antonius-Kapelle wurde im 17. Jahrhundert errichtet.
Durch Drasenbeck fließt die Kleine Henne, die nahe dem Gutshof Schulte in einem Stauwehr in zwei Teile aufgeteilt wird: Ein Großteil des Bachs wird durch den Berg zwischen dem Schultenhof und dem Gut Horbach bei Remblinghausen in Richtung des Horbachs geleitet, welcher den Hennesee speist. Der kleinere Arm der Kleinen Henne behält seinen Namen, wird an dem Drasenbecker Sägewerk vorbeigeleitet und dann bei Löllinghausen durch den von Remblinghausen kommenden Remblinghauser Bach gespeist.
Im Steinbruch Drasenbeck östlich vom Ort wurde bis in die 1990er Jahre Diabas abgebaut. Im stillgelegten Steinbruch brütet seit Anfang des 21. Jahrhunderts der Uhu und es gibt dort ein Großvorkommen von Berg- und Fadenmolch.
Nach 70 Jahren stellt das Sägewerk Theodor Schulte GmbH den Geschäftsbetrieb Ende August 2024 ein. Von der Schließung waren rund 25 Mitarbeiter betroffen.

## Galerie

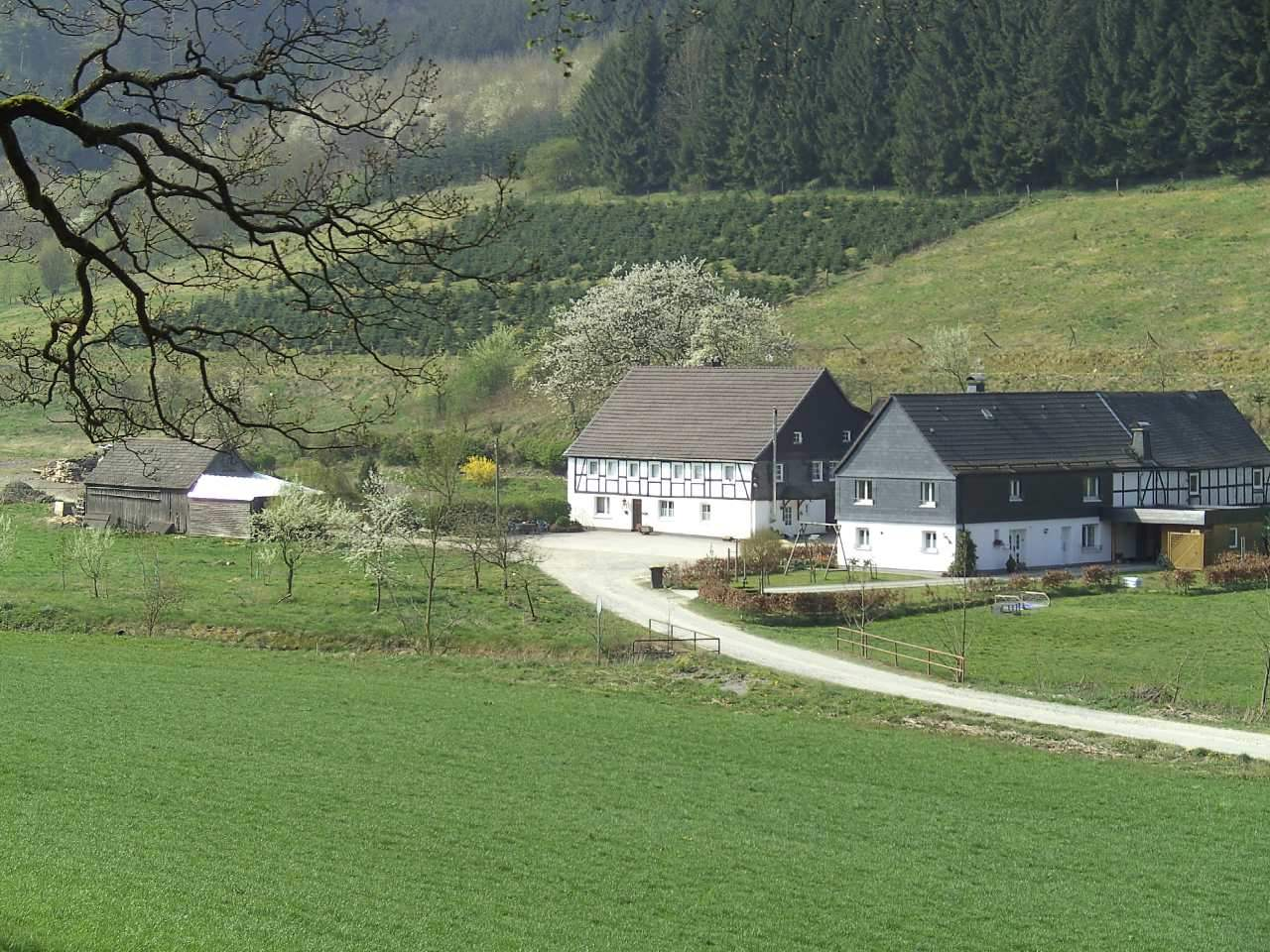
Hof Wiethoff
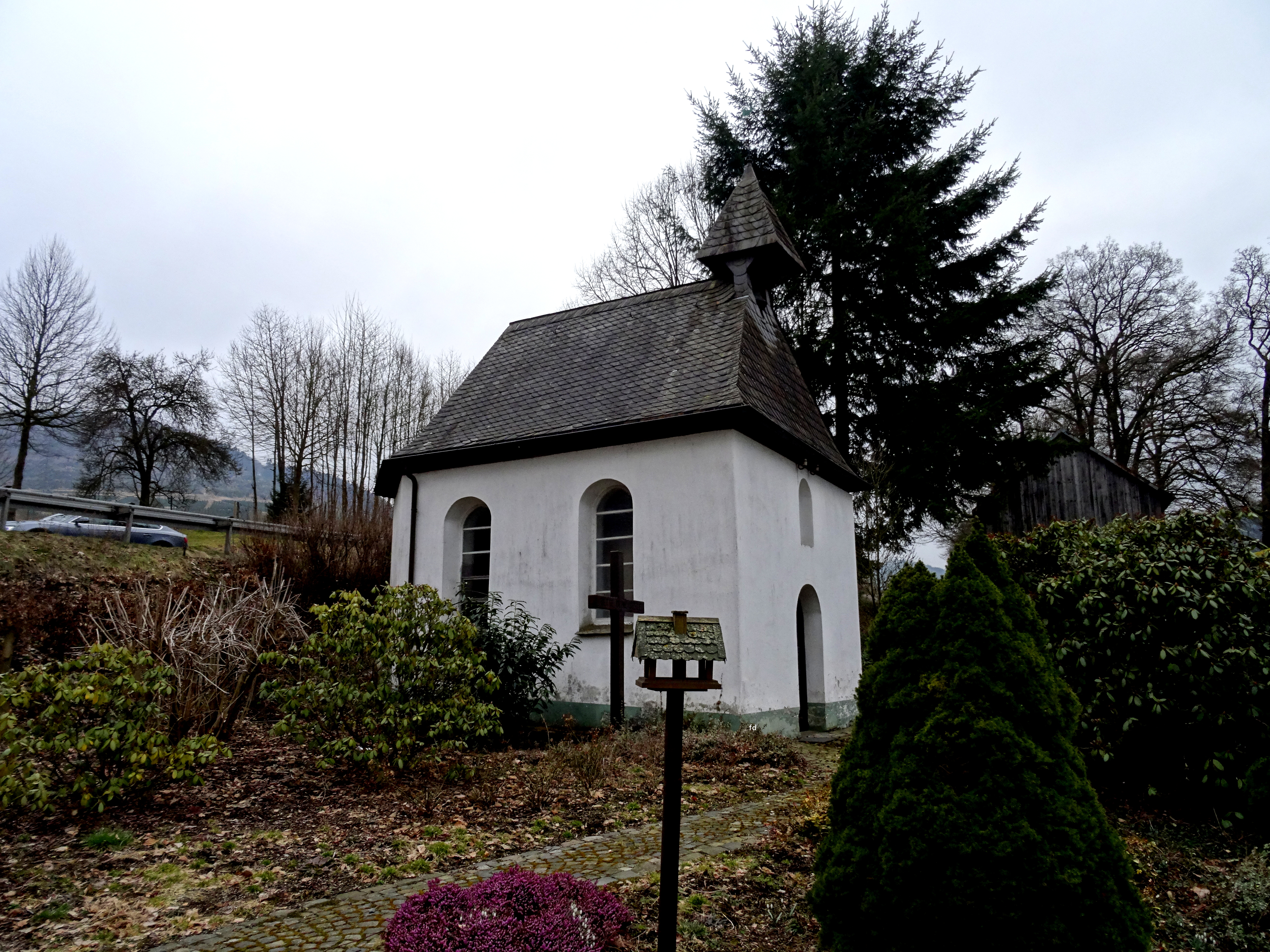
Gutskapelle St. Antonius